# Campeonato Sergipano de Futebol de 1932
O Campeonato Sergipano de Futebol de 1932 foi a 10º edição da divisão principal do campeonato estadual de Sergipe. O campeão foi o Sergipe que conquistou seu 6º título na história da competição.

## Premiação
| Campeonato Sergipano de 1932 |
| Aracaju                      |
| ---------------------------- |
| Sergipe Campeão (6º título)  |